# Modestas Stonys
Modestas Stonys est un footballeur international lituanien né le 18 janvier 1980 à Vilnius jouant au poste de gardien de but.

## Clubs
- ?-2005 : FBK Kaunas ( Lituanie)
- 2005-2007 : Levadia Tallinn ( Estonie)
- 2007-2010 : Žalgiris Vilnius ( Lituanie)